# 脱ドル化
脱ドル化（だつどるか、英語: Dedollarisation）とは、各国がドルへの依存を減らしたり、国際通貨として米ドルを放棄することを目的とした脱ドルのプロセスを指す。2025年の第2次トランプ政権による孤立主義政策によって、世界の脱ドル化が加速することが指摘されている。

## 概要
アメリカが課す制裁のリスクを避けるために、そして地政学的動機によって動機づけられているかどうかに関わらず、ロシアや中国などの国は自国通貨での取引に切り替えている。この効果のイニシアチブはBRICSと上海協力機構でも行われており、2024年10月の第16回BRICS首脳会議では「BRICS諸国とその貿易相手国との取引で自国通貨を使用することを歓迎する」と宣言した。
2025年2月、BRICSの域内貿易で脱ドル化を推進し、自国通貨による決済システムの構築を目指す方針を再確認した。

## 反応
2024年11月30日、アメリカ合衆国次期大統領のドナルド・トランプはTruth Socialの投稿で、BRICS諸国に対して貿易などで米ドルの代わりに使用する新たなBRICS通貨を創設しないという確約を求めると述べ、脱ドル化を進めればアメリカ政府から100%の関税に直面するとした。同年12月6日、ロシアのパンキン外務次官は、BRICSが取り組んでいるのは新しい国際通貨ではなく、決済システム（BRICS PAY）だと述べ、「もちろん取り組みを続ける」と語った。
2025年7月8日、ドナルド・トランプ大統領は米ドルが基軸通貨の地位を失う事は「世界戦争の敗北」と同等であるとし、BRICSに対して「ドルを破壊しようとしている」と述べ、危機感を示した。